# Săvârșin

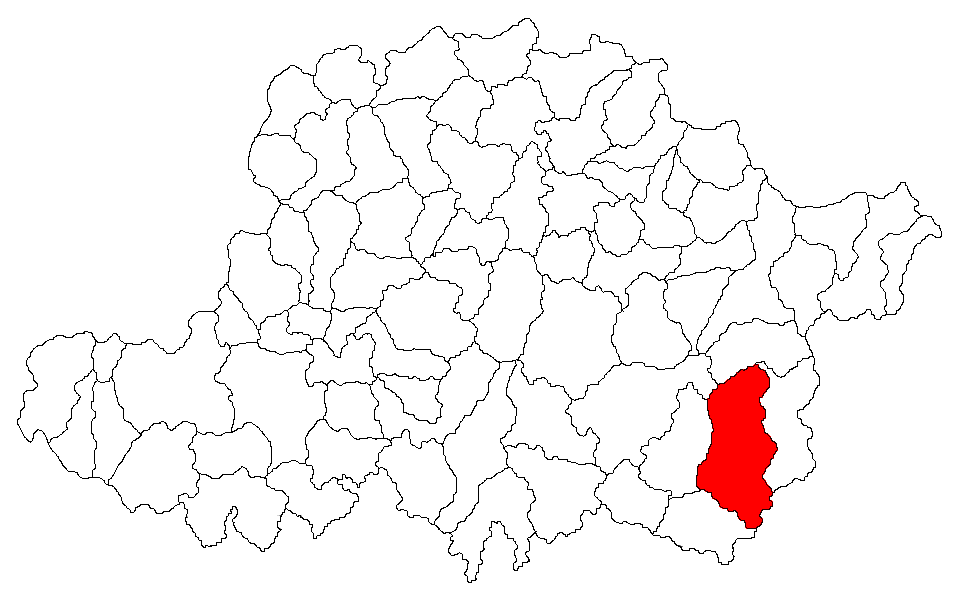
Lage der Gemeinde Săvârșin im Kreis Arad

Săvârșin oder Săvîrșin (deutsch Soborschin, ungarisch Soborsin) ist eine Gemeinde im Kreis Arad in der Region Banat in Rumänien.
Der Ort ist auch unter den rumänisch veralteten Bezeichnungen Șoborșin, Săvărșin und Ohaba bekannt.

## Geographische Lage
Die Gemeinde Săvârșin liegt in den südlichen Ausläufern des Zarand-Gebirges (Munții Zarandului) – ein Gebirgszug des Apuseni-Gebirges –, beidseitig des Mureș (Mieresch) im historischen Komitat Arad. An den Bächen Troaș und Vinești – zwei rechte Zuflüsse des Mureș –, dem Drum național 7 der hier Teil der Europastraße 68 ist und der Bahnstrecke Arad–Alba Iulia gelegen, befindet sich der Ort Săvârșin im Südosten des Kreises Arad, 57 Kilometer östlich der Kleinstadt Lipova; die Kreishauptstadt Arad liegt 89 Kilometer westlich von Săvârșin entfernt.

## Geschichte
Der Ort Săvârșin wurde erstmals 1479 urkundlich erwähnt. Die Geschichte der Besiedlung des Ortes reicht jedoch – nach Funden auf der Anhebung von den Einheimischen Dealul Cetățuia genannt – bis in die Bronzezeit zurück. Auf dem Cetățuia-Berg wurden auch Reste einer Burg der Latènezeit gefunden.
Die Bewohner leben heute hauptsächlich von der Holzverarbeitung und dem Abbau von Granit, Marmor und Molybdänit.

## Bevölkerung
Die Bevölkerung der Gemeinde entwickelte sich wie folgt:
| 1880 | 6.498 | 5.873 | 334 | 186 | 105 |
| 1900 | 7.126 | 6.389 | 520 | 164 | 53  |
| 1941 | 5.739 | 5.373 | 149 | 116 | 101 |
| 1977 | 4.228 | 4.098 | 89  | 35  | 9   |
| 2002 | 3.290 | 3.228 | 33  | 12  | 17  |
| 2011 | 2.890 | 2.795 | 18  | 9   | 68  |
| 2021 | 2.990 | 2.872 | 7   | 4   | 107 |

Die höchste Einwohnerzahl der heutigen Gemeinde – und gleichzeitig die der Rumänen – wurde 1900 ermittelt. Die höchste Bevölkerungszahl der Ungarn (543) wurde 1910, die der Rumäniendeutschen 1880 und die der Roma (88) 1930 registriert. Des Weiteren bekannten sich einige Einwohner als Slowaken (höchste Einwohnerzahl 19 im Jahr 1880), als Ukrainer (höchste Einwohnerzahl 14 im Jahr 1900, zehn im Jahr 2002), als Serben (bei fast jeder Aufnahme, höchste Einwohnerzahl sechs 1880). 1992 und 2002 wurde je ein Bulgare registriert.
Bei der Volkszählung 2002 wurden darüber hinaus zwei Türken, ein Roma und ein Serbe registriert.

## Sehenswürdigkeiten
- Schloss Săvârșin,[9] im 18. Jahrhundert durch Baron Andreas Forray errichtet,[10] 1784 von aufständischen Bauern des Bauernaufstandes zum größten Teil zerstört, wurde 1941 von König Michael I. erworben und im neoklassizistischen Stil renoviert. 1948, nachdem der König durch die Rumänische Kommunistische Partei zur Abdankung und zum Verlassen des Landes gezwungen worden war, wurde das Schloss verstaatlicht und als gelegentlicher Jagdaufenthalt vom rumänischen Diktator Nicolae Ceaușescu bewohnt. Am 1. Juni 2001 kam der ehemalige König nach über 50 Jahren erneut nach Săvârșin,[11] wo seitdem die Königsfamilie fast jährlich die Weihnachtszeit verbringt.[12]
- Die rumänisch-orthodoxe Kirche Sfinții Arhangheli,[13] 1899 in der Nähe des Königsschlosses errichtet.
- Die römisch-katholische Kirche,[14] 1875 errichtet, gehört dem Bistum Timișoara an. In der Kirche befinden sich zwei aus Marmor gefertigte Gedenktafeln, mit der Aufschrift in ungarischer Sprache, zum Gedenken der Gräfin Julianna Brunsvik von Korompa, ihres Ehemanns, des Baron Andreas Forray und der Baronin Zefis Forray.[15]
- Die Holzkirche Sfinții Trei Ierarhi, 1782 im eingemeindeten Dorf Troaș (ungarisch Torjás) errichtet, steht unter Denkmalschutz.[6]

## Persönlichkeiten
- Ionuț Popa (* 1953), hier geboren, ehemaliger Fußballspieler, zurzeit Trainer bei Politehnica Iași.[16]